# 飛過山 (變形金剛)
跳崖者（Cliffjumper），是變形金剛中博派的角色之一，出場在不同媒體作品中。通常設定是紅色的鮮豔外觀，並且設定為大黃蜂的兄弟、或是在玩具上或共用模具。

## G1動畫
外觀酷似大黃蜂(Bumblebee)，同樣變形成小型跑車。跳崖者他對戰鬥的飢渴及膽識無人能與他相比。打敗狂派(Decepticon)的熱切渴望是他行動動力的來源。事實上，跳崖者的玩具就是大黃蜂的玩具的紅色版本。在1986年的《變形金剛大電影》(Transformers: The Movie)中出場、在月球基地上被尤尼克隆(Unicron)吃下、但最後成功逃走的少數變形金剛。

## 真人電影
雖然沒有真人版電影中登場亮相。然而在玩具方面，孩之寶(Hasbro)卻將躍崖者塑造成與大黃蜂同為雪佛蘭Camaro 2009年車款的玩具。不過只是將大黃蜂的玩具原有的黃色改成紅色、並塗上不同條紋。為了彌補遺憾跳崖者沒有出現的缺憾而在漫畫《變形金剛真人電影後傳·天王星的治世》第三集中正式出場亮相。在雅希(Arcee)帶領下與天王星領軍的狂派進行戰鬥，結果和雅希共同對抗裂雷(Thundercruacker)的時被天王星(Starscream)從身後偷襲而戰死。
在2018年《大黃蜂》(Bumblebee)重啟電影版中出現，不過被反彈球(Dropkick)和殺無赦(Shatter)拷問大黃蜂的位置而被殺死。配合電影推出的玩具基本上都是大黃蜂的玩具改色成紅色的版本而已。

## 領袖之證(Transformers Prime)
在2010年播出的《領袖之證》動畫中，雖然跳崖者有出現、但劇情不多。在第一集動畫出現，變形成一輛帶有牛角裝飾的紅色跑車、且在劇集一開始便被狂派抓獲、並被天王星殺死。在本集中由巨石‧強森(Dwayne Johnson)為其配音。因為跳崖者曾經是雅希的同伴而讓雅希知道後對天王星痛恨至極。曾經一度被黑暗超能量體復活為殭屍後又再次被殺死。

## Skybound漫畫
在2023年開始的變形金剛新篇漫畫中，跳崖者成為最早出現的幾位變形金剛成員之一，且一反常態的，大黃蜂在本作第一刊中就遭到天王星射殺了。在那之後跳崖者可說是表現活躍，包括和人類卡利(Carly)成為朋友，並且在她遭到雷射鳥襲擊時保護她等等。
本刊的美術風格下，所有角色的樣貌都和G1動畫較為相似，跳崖者也不例外，有著較小的體型、紅色的主色調、頭盔上亦有兩隻叫小的尖角。